# 经棚街道
经棚街道，是中国内蒙古自治区赤峰市克什克腾旗下辖的一个街道办事处。

## 行政区划
经棚街道共辖以下社区：
新村社区、经棚路社区、解放路社区、园林路社区、北街社区。